# Шела
Шела (фр. Cheylas) насеље је и општина у источној Француској у региону Рона-Алпи, у департману Изер која припада префектури Гренобл.
По подацима из 2011. године у општини је живело 2680 становника, а густина насељености је износила 335,0 становника/km². Општина се простире на површини од 8 km². Налази се на средњој надморској висини од 245 метара (максималној 1.202 m, а минималној 240 m).

## Демографија
| 1962. | 1968. | 1975. | 1982. | 1990. | 1999. | 2011. |
| ----- | ----- | ----- | ----- | ----- | ----- | ----- |
| 941   | 1.110 | 1.173 | 1.311 | 1.567 | 2.118 | 2.680 |

График промене броја становника у току последњих година